# Лиллард, Дамиан
Дамиан Ламонт Олли Лиллард (англ. Damian Lamonte Ollie Lillard; род. 15 июля 1990, Окленд, Калифорния) — американский баскетболист, игрок клуба НБА «Портленд Трэйл Блэйзерс». Выступает на позиции разыгрывающего.
Дамиан был выбран на драфте 2012 года в первом раунде под шестым номером. В первом своем сезоне в НБА Лиллард стал основным игроком «Портленда», сыграв во всех 82 матчах сезона. Набирая в среднем 19.0 очков и 6,5 передач был признан лучшим новичком года.
Используя сценический псевдоним Dame D.O.L.L.A., Лиллард пользовался умеренным успехом в качестве рэпера. Его первый студийный альбом The Letter O (2016) попал в чарт Billboard 200, а второй и третий альбомы, Confirmed (2017) и Big D.O.L.L.A. (2019), попали в инди-чарты. В 2021 году он выпустил четвертый альбом Different On Levels The Lord Allowed.

## Школа
Лиллард учился в Средней Школе Окленд в Калифорнии.

## Колледж
В дебютном сезоне за «Уайлдкэтс» Дамиан в среднем набирал 11.5 очков за игру. Во втором сезоне он значительно улучшил свою игру. Лиллард в среднем набирал 19.9 очков за игру. В конце сезона Дамиан был назван Игроком года конференции Биг Скай и был награждён Все-Американской премией от Ассошиэйтед пресс.
В сезоне 2010/2011 Лиллард снова хорошо стартовал. Тем не менее, для него сезон был прерван из-за травмы ноги.

## Профессиональная карьера в НБА

### Портленд Трэйл Блэйзерс (2012—2023)

#### Сезон 2012/13: Новичок Года
Лиллард был выбран на драфте НБА 2012 года, под 6 пиком, командой «Портленд Трэйл Блэйзерс». В первом матче сезона против «Лос-Анджелес Лейкерс» 31 октября, Лиллард записал на свой счёт 23 очка и 11 передач, и присоединился к Оскару Робертсону и Аллену Айверсону как единственным игрокам в истории НБА, сумевшим набрать как минимум 20 очков и 10 передач в своем дебютном матче НБА. К тому же, его 11 передач были наивысшим показателем для дебютанта НБА, со времен Джейсона Кидда (11) в 1994 году, и лучший в истории «Трэйл Блэйзерс», для новичка в первом матче. 11 января, в игре против «Голден Стэйт Уорриорз», Лиллард оформил свой личный рекорд результативности, настреляв за матч 37 очков и установив рекорд команды по 3-х очковым за матч среди новичков. Он был вызван на матч восходящих звёзд НБА, где записал на свой счёт 18 очков, 3 подбора, 5 передач, за 28 минут на площадке. Так же он одержал победу на конкурсе умений НБА, и стал первым игроком «Портленда», кто одержал победу в конкурсе звёздного уикенда НБА. 8 марта 2013 года в игре против «Сан-Антонио Спёрс», Лиллард стал первым новичком в истории НБА, кто смог набрать 35 очков, 9 передач и 0 потерь, с того момента как потери добавили в статистику в сезоне 1978/1979. 10 апреля в игре против «Лейкерс» обновил свой рекорд результативности, набрав 38 очков. Он забрал все награды новичка месяца Западной Конференции и стал одним из восьми игроков в истории, кто добивался подобного, со времени введения подобной награды в сезоне 1981/1982. Завершил сезон на 5-й строчке в списке лидеров по точным 3-х очковым попаданиям, 12-м по очкам в среднем за игру, 16-м по количеству передач в среднем за матч, и 23-м по проценту попадания штрафных бросков. Он стал одним из 10 игроков НБА с 1500 очков, лидер среди всех новичков (19 очков в среднем за матч), передач (6,5 передач в среднем за матч), забитых бросков (553), и штрафных бросков (271).
Со средними показателями в сезоне: 19,0 очков, 3,1 подбора, 6,5 передач, 0,9 перехватов за 38,6 минут на площадке в 82 играх (все стартовые) Лиллард не только получил награду «Новичок года NBA», но и присоединился к Блэйку Гриффину (2011), Дэвиду Робинсону (1990), и Ральфу Сэмпсону (1984) как новички, завоевавшие эту награду единогласно. Он стал четвёртым игроком в истории «Трэйл Блэйзерс», который выигрывал награду «Новичок года NBA», и вторым, кто за сезон набрал 1500 очков и 500 передач (другой — Клайд Дрекслер в сезонах 1986/1987 и 1991/1992). Лиллард так же побил рекорд 3-х очковых для новичка (185), обойдя показатель Стефена Карри (166). Установил рекорд франшизы по 3-х очковым за один сезон, обойдя показатель Дэймона Стадемайра в 181 3-х очковых в сезоне 2004/2005. Стал первым новичком, который стал лидером сезона по количеству сыгранных минут (3167), со времен Элвина Хейса в сезоне 1968/1969.

#### Сезон 2013/14: Первый матч всех звезд и сборная всех звезд НБА
В матче открытия сезона, который состоялся 30 октября против Финикс Санз, Лиллард набрал 32 очка. 7 декабря в матче против Даллас Маверикс он во второй раз набрал 32 очка. 17 декабря в матче против Кливленд Кавальерс он набрал 36 очков, 10 передач и 8 подборов. На следующий день он снова набрал 36 очков в матче против Миннесоты Тимбервулвз. 7 января, проиграв Сакраменто Кингз со счетом 123:119, Лиллард набрал рекордные в карьере 41 очко, в том числе 26 в четвертой четверти, побив рекорд Портленда по количеству набранных очков в любой четверти. 7 февраля в матче против Индиана Пэйсерс он набрал 38 очков. Во время уик-энда всех звезд НБА Лиллард стал первым игроком в истории НБА, который принял участие в пяти турнирах во время празднования Дня всех звезд: Rising Stars Challenge, Skills Challenge, конкурсе трехочковых, конкурсе слэм-данков и Матче всех звезд.
Второй год подряд Лиллард выходил на поле во всех 82 матчах и набирал в среднем 20,7 очка, 5,6 передачи и 3,5 подбора за игру. Портленд занял пятое место в Западной конференции со счетом 54:28 и встретился с Хьюстон Рокетс в первом раунде плей-офф НБА 2014 года. В первом матче серии Лиллард набрал 31 очко и сделал девять подборов в своем первом матче в плей-офф, что помогло Портленду одержать победу над Хьюстоном в овертайме со счетом 122:120. В 6-м матче серии Лиллард стал первым игроком, совершившим точный бросок и выигравшим серию плей-офф, после Джона Стоктона из Юты в матче против Хьюстона в 1997 году. Трехочковый Лилларда на исходе тайма принес Портленду победу над Хьюстоном со счетом 99:98, а сам Лиллард набрал 25 очков, что позволило Трэйл Блэйзерс одержать первую победу в серии плей-офф с 2000 года. «Трэйл Блэйзерс» проиграли в пяти матчах будущему чемпиону НБА Сан-Антонио Сперс во втором раунде. В четвертой игре Лиллард показал лучшую игру в серии, набрав 25 очков, и помог Трэйл Блэйзерс одержать единственную победу в серии. В конце сезона Лиллард был включен в третью сборную НБА.

#### Сезон 2014/15: Первая победа в дивизионе
В третьем сезоне подряд Лиллард выходил в старте во всех 82 играх сезона за «Трэйл Блэйзерс». Он показывал лучшие за карьеру средние показатели по набранным очкам, подборам, перехватам и проценту попаданий с игры, но при этом попадал лишь 34% бросков с трехочковой линии. В первые два месяца регулярного чемпионата он показывал хорошую точность, но с января испытывал проблемы с броском. Несмотря на это, он установил рекорд по количеству трехочковых бросков за первые три сезона, лидировал в команде по показателю Win Shares и занял второе место в рейтинге эффективности (PER). 19 декабря 2014 года он набрал максимальные в карьере 43 очка в матче против «Сан-Антонио Сперс». Четыре дня спустя он набрал 40 очков в игре против «Оклахома-Сити Тандер».
5 января 2015 года он набрал 39 очков в игре с «Лос-Анджелес Лейкерс». 8 февраля 2015 года Лиллард был выбран в качестве замены травмированного Блэйка Гриффина на матче всех звезд НБА 2015 года. 4 марта 2015 года Лиллард сделал 18 подборов в победе над «Лос-Анджелес Клипперс» со счетом 98:93. «Трэйл Блэйзерс» завершили регулярный сезон на четвертом месте в Западной конференции с результатом в 51 победу и 31 поражение. В первом раунде плей-офф они встретились с «Мемфис Гриззлис», которым уступили в пяти матчах. В ходе серии Лиллард реализовал 16 процентов бросков с трехочковой линии, попав лишь 5 из 31, в том числе 0 из 6 в первой игре.

### Милуоки Бакс (2023—настоящее время)
27 сентября 2023 года Лиллард был обменян в «Милуоки Бакс» в рамках обмена между тремя командами, в результате которого Джру Холидей, Деандре Эйтон, Тумани Камара и выбор в первом раунде драфта 2029 года перешли в «Блэйзерс», а Грейсон Аллен, Юсуф Нуркич, Нассир Литтл и Кеон Джонсон — в «Финикс Санз». Также Блэйзерс получили право обменяться пиками первого раунда драфта с «Милуоки» в 2028 и 2030 годах.
Лиллард дебютировал за «Бакс» 26 октября 2023 года в матче-открытии сезона против «Филадельфии Севенти Сиксерс», набрав 39 очков и установив рекорд франшизы для дебюта, восемь подборов в победе со счетом 118:117.
2 ноября 2024 года Лиллард набрал 41 очко, отдал девять передач и реализовал 10 из 15 трехочковых бросков в матче с «Кливленд Кавальерс» (113:114). 17 декабря Лиллард и «Бакс» выиграли Кубок НБА, победив «Оклахома-Сити Тандер» (97:81), а Лиллард был включен в состав сборной турнира.
7 января 2025 года Лиллард в матче против «Торонто Рэпторс» обошел Гэри Пэйтона по количеству очков за карьеру и теперь занимает 38-е место в истории лиги по этому показателю. 30 января 2025 года Лиллард в девятый раз в своей карьере был выбран на матч всех звезд НБА.
25 марта 2025 года Дэмиану Лилларду диагностировали тромбоз глубоких вен. Игрок выбыл из строя на неопределенный срок. 18 апреля 2025 года стало известно, что Лиллард избавился от тромба и допущен к играм. Ожидается, что игрок вернется ко второму матчу серии плей-офф с «Индианой Пэйсерс». Пять дней спустя Лиллард вернулся в игру во втором матче первого раунда плей-офф против «Индианы Пэйсерс», набрав 14 очков в поражении со счетом 115:123. 27 апреля 2025 года в первой четверти четвертого матча серии против «Пэйсерс» Лиллард покинул площадку при помощи тренеров и партнеров. МРТ выявила разрыв левого ахиллова сухожилия.
6 июля 2025 года «Бакс» объявили об отчислении Лилларда, растянув оставшиеся 103 миллиона долларов по его контракту на пять лет.

### Возвращение в Портленд (2025—настоящее время)
19 июля 2025 года «Трэйл Блэйзерс» подписали с Лиллардом трёхлетний контракт на 42 миллиона долларов.

## Личная жизнь
Лиллард носит майку с номером 0, символизирующую букву «О» и его жизненный путь; из Окленда в Огден, затем в Орегон.
У Лилларда и его невесты Кэй’Лы Хэнсон трое детей — сын Дэмиэн Ламонт Олли Лиллард, младший (род. 29 марта 2018) и близнецы — сын Кали Лахим Лиллард и дочь Кэли Эмма Ли Лиллард (род. 21 января 2021). В 2023 году Лиллард и Хэнсон подали на развод.

## Статистика

### Статистика в НБА
| Сезон                                                                                    | Команда  | Регулярный сезон | Регулярный сезон | Регулярный сезон | Регулярный сезон | Регулярный сезон | Регулярный сезон | Регулярный сезон | Регулярный сезон | Регулярный сезон | Регулярный сезон | Регулярный сезон | Серия плей-офф | Серия плей-офф | Серия плей-офф | Серия плей-офф | Серия плей-офф | Серия плей-офф | Серия плей-офф | Серия плей-офф | Серия плей-офф | Серия плей-офф | Серия плей-офф |
| Сезон                                                                                    | Команда  | GP               | GS               | MPG              | FG%              | 3P%              | FT%              | RPG              | APG              | SPG              | BPG              | PPG              | GP             | GS             | MPG            | FG%            | 3P%            | FT%            | RPG            | APG            | SPG            | BPG            | PPG            |
| ---------------------------------------------------------------------------------------- | -------- | ---------------- | ---------------- | ---------------- | ---------------- | ---------------- | ---------------- | ---------------- | ---------------- | ---------------- | ---------------- | ---------------- | -------------- | -------------- | -------------- | -------------- | -------------- | -------------- | -------------- | -------------- | -------------- | -------------- | -------------- |
| 2012/13                                                                                  | Портленд | 82               | 82               | 38,6             | 42,9             | 36,8             | 84,4             | 3,1              | 6,5              | 0,9              | 0,2              | 19,0             | Не участвовал  | Не участвовал  | Не участвовал  | Не участвовал  | Не участвовал  | Не участвовал  | Не участвовал  | Не участвовал  | Не участвовал  | Не участвовал  | Не участвовал  |
| 2013/14                                                                                  | Портленд | 82               | 82               | 35,8             | 42,4             | 39,4             | 87,1             | 3,5              | 5,6              | 0,8              | 0,3              | 20,7             | 11             | 11             | 42,3           | 43,9           | 38,6           | 89,4           | 5,1            | 6,5            | 1,0            | 0,1            | 22,9           |
| 2014/15                                                                                  | Портленд | 82               | 82               | 35,7             | 43,4             | 34,3             | 86,4             | 4,6              | 6,2              | 1,2              | 0,3              | 21,0             | 5              | 5              | 40,2           | 40,6           | 16,1           | 78,1           | 4,0            | 4,6            | 0,4            | 0,6            | 21,6           |
| 2015/16                                                                                  | Портленд | 75               | 75               | 35,7             | 41,9             | 37,5             | 89,2             | 4,0              | 6,8              | 0,9              | 0,4              | 25,1             | 11             | 11             | 39,8           | 36,8           | 39,3           | 91,0           | 4,3            | 6,3            | 1,3            | 0,3            | 26,5           |
| 2016/17                                                                                  | Портленд | 75               | 75               | 35,9             | 44,4             | 37,0             | 89,5             | 4,9              | 5,9              | 0,9              | 0,3              | 27,0             | 4              | 4              | 37,7           | 43,3           | 28,1           | 96,0           | 4,3            | 3,3            | 1,3            | 0,5            | 27,8           |
| 2017/18                                                                                  | Портленд | 73               | 73               | 36,6             | 43,9             | 36,1             | 91,6             | 4,5              | 6,6              | 1,1              | 0,4              | 26,9             | 4              | 4              | 40,6           | 35,2           | 30,0           | 88,2           | 4,5            | 4,8            | 1,3            | 0,0            | 18,5           |
| 2018/19                                                                                  | Портленд | 80               | 80               | 35,5             | 44,4             | 36,9             | 91,2             | 4,6              | 6,9              | 1,1              | 0,4              | 25,8             | 16             | 16             | 40,6           | 41,8           | 37,3           | 83,3           | 4,8            | 6,6            | 1,7            | 0,3            | 26,9           |
| 2019/20                                                                                  | Портленд | 66               | 66               | 37,5             | 46,3             | 40,1             | 88,8             | 4,3              | 8,0              | 1,1              | 0,3              | 30,0             | 4              | 4              | 35,7           | 40,6           | 39,4           | 97,0           | 3,5            | 4,3            | 0,5            | 0,3            | 24,3           |
| 2020/21                                                                                  | Портленд | 67               | 67               | 35,8             | 45,1             | 39,1             | 92,8             | 4,2              | 7,5              | 0,9              | 0,3              | 28,8             | 6              | 6              | 41,3           | 46,3           | 44,9           | 94,0           | 4,3            | 10,2           | 1,0            | 0,7            | 34,3           |
| 2021/22                                                                                  | Портленд | 29               | 29               | 36,4             | 40,2             | 32,4             | 87,8             | 4,1              | 7,3              | 0,6              | 0,4              | 24,0             | Не участвовал  | Не участвовал  | Не участвовал  | Не участвовал  | Не участвовал  | Не участвовал  | Не участвовал  | Не участвовал  | Не участвовал  | Не участвовал  | Не участвовал  |
| 2022/23                                                                                  | Портленд | 58               | 58               | 36,3             | 46,3             | 37,1             | 91,4             | 4,8              | 7,3              | 0,9              | 0,3              | 32,2             | Не участвовал  | Не участвовал  | Не участвовал  | Не участвовал  | Не участвовал  | Не участвовал  | Не участвовал  | Не участвовал  | Не участвовал  | Не участвовал  | Не участвовал  |
| 2023/24                                                                                  | Милуоки  | 73               | 73               | 35,3             | 42,4             | 35,4             | 92,0             | 4,4              | 7,0              | 1,0              | 0,2              | 24,3             | 4              | 4              | 39,1           | 42,0           | 41,7           | 97,4           | 3,3            | 5,0            | 1,0            | 0,0            | 31,3           |
|                                                                                          | Всего    | 842              | 842              | 36,2             | 43,8             | 37,1             | 89,7             | 4,2              | 6,7              | 1,0              | 0,3              | 25,1             | 65             | 65             | 40,2           | 41,2           | 37,3           | 89,4           | 4,4            | 6,2            | 1,2            | 0,3            | 26,1           |
| Наведите курсор мыши на аббревиатуры в заголовке таблицы, чтобы прочесть их расшифровку. |          |                  |                  |                  |                  |                  |                  |                  |                  |                  |                  |                  |                |                |                |                |                |                |                |                |                |                |                |

### Статистика в NCAA
| Сезон | Команда     | Conf    | Class | GP  | GS | MPG  | FG%  | 3P%  | FT%  | RPG | APG | SPG | BPG | PPG  |
| --- | ----------- | ------- | ----- | --- | -- | ---- | ---- | ---- | ---- | --- | --- | --- | --- | ---- |
| 2008/09 | Вебер Стэйт | Big Sky | FR    | 31  | 26 | 29,4 | 43,4 | 37,4 | 84,1 | 3,9 | 2,9 | 1,1 | 0,2 | 11,5 |
| 2009/10 | Вебер Стэйт | Big Sky | SO    | 31  | 31 | 34,3 | 43,1 | 39,3 | 85,3 | 4,0 | 3,6 | 1,1 | 0,1 | 19,9 |
| 2010/11 | Вебер Стэйт | Big Sky | JR    | 10  | 9  | 28,5 | 43,8 | 34,5 | 85,7 | 3,8 | 3,3 | 1,4 | 0,2 | 17,7 |
| 2011/12 | Вебер Стэйт | Big Sky | SR    | 32  | 32 | 34,5 | 46,7 | 40,9 | 88,7 | 5,0 | 4,0 | 1,5 | 0,2 | 24,5 |
| Всего | Всего       | Всего   | Всего | 104 | 98 | 32,3 | 44,6 | 39,0 | 86,7 | 4,3 | 3,5 | 1,2 | 0,2 | 18,6 |
| Наведите курсор мыши на аббревиатуры в заголовке таблицы, чтобы прочесть их расшифровку Статистика приведена с сайта sports-reference.com |             |         |       |     |    |      |      |      |      |     |     |     |     |      |